# Advanced Landing Grounds – Serie R

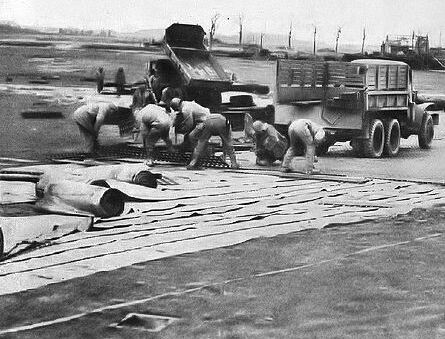
Pioniere von IX Engineer Command legen eine Start- und Landebahn an

Advanced Landing Grounds (ALG) waren zeitweilige vorgeschobene Landeplätze, die von den Alliierten während des Zweiten Weltkriegs für den Feldzug zur Befreiung Europas angelegt wurden.

## Allgemeines

### Serie R
| USAAF-Code | ALG (Ort)               | Landkreis                                     | Inbetriebnahme  | Auflassung        | Bemerkung                                                          |
| ---------- | ----------------------- | --------------------------------------------- | --------------- | ----------------- | ------------------------------------------------------------------ |
| R-1        | Wenigenlupnitz          | Wartburgkreis                                 | 08. April 1945  | 30. April 1945    |                                                                    |
| R-2        | Langensalza             | Unstrut-Hainich-Kreis                         | 08. April 1945  | 05. Juli 1945     |                                                                    |
| R-3        | Bayreuth-Roehrensee     | Stadt Bayreuth                                | 12. April 1945  | 30. April 1945    |                                                                    |
| R-4        | Gotha-North             | Landkreis Gotha                               | 11. April 1945  | 05. Juli 1945     | Flugplatz Gotha-Ost                                                |
| R-5        | Crailsheim              | Landkreis Schwäbisch Hall                     | 24. April 1945  | -                 | McKee Barracks                                                     |
| R-6        | Kitzingen               | Landkreis Kitzingen                           | 15. April 1945  | -                 | Flugplatz Kitzingen                                                |
| R-7        | Weimar                  | Stadt Weimar                                  | 14. April 1945  | 05. Juli 1945     | Flugplatz Weimar-Nohra                                             |
| R-8        | Eisfeld                 | Landkreis Hildburghausen                      | 13. April 1945  | 30. April 1945    |                                                                    |
| R-9        | Erfurt-Bindersleben     | Stadt Erfurt                                  | 14. April 1945  | 30. April 1945    | Flughafen Erfurt-Weimar                                            |
| R-10       | Illesheim               | Landkreis Neustadt an der Aisch-Bad Windsheim | 17. April 1945  | -                 | Flugplatz Illesheim (Storck Barracks)                              |
| R-11       | Eschwege                | Werra-Meißner-Kreis                           | 07. April 1945  | -                 | Fliegerhorst Eschwege (Young Barracks)                             |
| R-12       | Rothwesten              | Landkreis Kassel                              | 07. April 1945  | -                 | Fritz-Erler-Kaserne (Rothwesten Kaserne)                           |
| R-13       | Hessisch Lichtenau      | Werra-Meißner-Kreis                           | 08. April 1945  | 30. April 1945    | Flugplatz Hessisch Lichtenau (Blücher-Kaserne)                     |
| R-14       | Detmold                 | Kreis Lippe                                   | 11. April 1945  | 22. Juni 1945     |                                                                    |
| R-15       | Oschersleben            | Landkreis Börde                               | 12. April 1945  | 01. Oktober 1945  |                                                                    |
| R-16       | Hildesheim              | Landkreis Hildesheim                          | 12. April 1945  | 05. Juni 1945     | Flugplatz Hildesheim                                               |
| R-17       | Göttingen               | Landkreis Göttingen                           | 12. April 1945  | 12. Juli 1945     |                                                                    |
| R-18       | Kölleda                 | Landkreis Sömmerda                            | 13. April 1945  | 05. Juli 1945     | Fliegerhorst Kölleda                                               |
| R-19       | Nordhausen              | Landkreis Nordhausen                          | 14. April 1945  | 30. April 1945    |                                                                    |
| R-20       | Esperstedt              | Saalekreis                                    | 14. April 1945  | 30. April 1945    |                                                                    |
| R-21       | Rochau                  | Landkreis Stendal                             | 15. April 1945  | 15. Mai 1945      |                                                                    |
| R-22       | Rödigen                 | Saale-Holzland-Kreis                          | 16. April 1945  | 15. Juni 1945     |                                                                    |
| R-23       | Altenburg               | Landkreis Altenburger Land                    | 16. April 1945  | 05. Juli 1945     | Leipzig-Altenburg Airport                                          |
| R-24       | Würzburg                | Stadt Würzburg                                | 17. April 1945  | 15. Mai 1945      |                                                                    |
| R-25       | Schweinfurt             | Stadt Schweinfurt                             | 18. April 1945  | -                 | Militärflugplatz Schweinfurt (Schweinfurt Air Base, Conn Barracks) |
| R-26       | Bindlach                | Landkreis Bayreuth                            | 18. April 1945  | -                 | Verkehrslandeplatz Bayreuth (Christensen Barracks)                 |
| R-27       | Sachsenheim             | Landkreis Ludwigsburg                         | 24. April 1945  | -                 | Flugplatz Großsachsenheim                                          |
| R-28       | Fürth                   | Stadt Fürth                                   | 19. April 1945  | -                 | Fürth Army Airfield (Monteith Barracks)                            |
| R-29       | Herzogenaurach          | Landkreis Erlangen-Höchstadt                  | 19. April 1945  | -                 | Flugplatz Herzogenaurach (Herzo Base)                              |
| R-30       | Fürth-Industriehafen    | Stadt Fürth                                   | 22. April 1945  | -                 | Industrieflughafen Nürnberg-Fürth                                  |
| R-31       | Merseburg               | Saalekreis                                    | 16. April 1945  | 05. Juli 1945     | Flugplatz Merseburg                                                |
| R-32       | Köthen                  | Landkreis Anhalt-Bitterfeld                   | 18. April 1945  | 05. Juli 1945     | Flugplatz Köthen                                                   |
| R-33       | Gardelegen              | Altmarkkreis Salzwedel                        | 15. April 1945  | 15. Juni 1945     | Flugplatz Gardelegen                                               |
| R-34       | Stendal                 | Landkreis Stendal                             | 17. April 1945  | 15. Juni 1945     | Flugplatz Stendal-Borstel                                          |
| R-35       | Völkenrode              | Stadt Braunschweig                            | 18. April 1945  | 15. Mai 1945      | Bundesforschungsanstalt für Landwirtschaft                         |
| R-36       | Wesendorf               | Landkreis Gifhorn                             | 13. April 1945  | 05. Juni 1945     |                                                                    |
| R-37       | Waggum                  | Stadt Braunschweig                            | 22. April 1945  | 05. Juni 1945     | Flughafen Braunschweig-Wolfsburg                                   |
| R-38       | Braunschweig-Broitzem   | Stadt Braunschweig                            | 27. April 1945  | 15. Dezember 1945 | Flugplatz Braunschweig-Broitzem                                    |
| R-39       | Helmstedt               | Landkreis Helmstedt                           | 24. April 1945  | 05. Juli 1945     |                                                                    |
| R-40       | Bremen                  | Freie Hansestadt Bremen                       | 30. April 1945  | -                 | Flughafen Bremen                                                   |
| R-41       | Hessental               | Landkreis Schwäbisch Hall                     | 22. April 1945  | -                 | Flugplatz Schwäbisch Hall-Hessental (Dolan Barracks)               |
| R-42       | Buchschwabach           | Landkreis Fürth                               | 21. April 1945  | -                 |                                                                    |
| R-43       | Nürnberg                | Stadt Nürnberg                                | 24. April 1945  | -                 | Flughafen Nürnberg                                                 |
| R-44       | Göppingen               | Landkreis Göppingen                           | 25. April 1945  | 15. Juni 1945     | Fliegerhorst Göppingen (Cooke Barracks)                            |
| R-45       | Ansbach                 | Stadt Ansbach                                 | 29. April 1945  | -                 | Flugplatz Ansbach-Katterbach (Ansbach Air Depot)                   |
| R-46       | Roth                    | Landkreis Roth                                | 25. April 1945  | -                 | Flugplatz Roth (Roth Air Ammunition Depot)                         |
| R-47       | Oettingen               | Landkreis Donau-Ries                          | 26. April 1945  | 15. Mai 1945      |                                                                    |
| R-48       | Ingolstadt              | Stadt Ingolstadt                              | 29. April 1945  | 15. Mai 1945      | Fliegerhorst Ingolstadt/Manching                                   |
| R-49       | Hailfingen              | Landkreis Tübingen                            | 30. April 1945  | 11. Juli 1945     |                                                                    |
| R-50       | Echterdingen            | Landkreis Esslingen                           | 07. Mai 1945    | -                 | Flughafen Stuttgart (Echterdingen Army Airfield)                   |
| R-51       | Cazaux                  | Département Gironde (Frankreich)              | 11. April 1945  | 01. August 1945   | Militärflugplatz Cazaux (BA 120) (Cazaux Air Base)                 |
| R-52       | Leipzig-Mockau          | Stadt Leipzig                                 | 27. April 1945  | 15. Juni 1945     | Flughafen Leipzig-Mockau                                           |
| R-53       | Zwickau                 | Stadt Zwickau                                 | 04. Mai 1945    | 15. Juni 1945     | Flugplatz Zwickau                                                  |
| R-54       | Landsberg-East          | Landkreis Landsberg am Lech                   | 01. Juni 1945   | -                 | Fliegerhorst Penzing (Landsberg Air Base)                          |
| R-55       | Salzwedel               | Altmarkkreis Salzwedel                        | 03. Mai 1945    | 05. Juli 1945     | Flugplatz Gardelegen                                               |
| R-56       | Nordholz                | Landkreis Cuxhaven                            | 11. Juni 1945   | -                 | Fliegerhorst Nordholz                                              |
| R-57       | Bremerhaven             | Stadt Bremerhaven                             | 16. Mai 1945    | -                 | Bremerhaven Army Airfield                                          |
| R-58       | Friedrichshafen         | Bodenseekreis                                 | 04. Mai 1945    | 01. August 1945   | Flughafen Friedrichshafen                                          |
| R-59       | Leipheim                | Landkreis Günzburg                            |                 |                   | ALG nicht gebaut                                                   |
| R-60       | Neuburg/Donau           | Landkreis Neuburg-Schrobenhausen              |                 |                   | ALG nicht gebaut                                                   |
| R-61       | Eutingen im Gäu         | Landkreis Freudenstadt                        | 27. April 1945  | 01. August 1945   | Supply and Evacuation Airfield                                     |
| R-62       | Mengen                  | Landkreis Sigmaringen                         | 25. April 1945  | 01. August 1945   | Supply and Evacuation Airfield (Flugplatz Mengen-Hohentengen)      |
| R-63       | Weiden                  | Stadt Weiden in der Oberpfalz                 | 25. April 1945  | 15. Juni 1945     |                                                                    |
| R-64       | Cham                    | Landkreis Cham                                | 27. April 1945  | 15. Juni 1945     |                                                                    |
| R-65       | Risstissen              | Alb-Donau-Kreis                               | 27. April 1945  | 15. Juni 1945     |                                                                    |
| R-66       | Regensburg-Prüfening    | Stadt Regensburg                              | 28. April 1945  | -                 | Flugplatz Regensburg                                               |
| R-67       | Memmingen               | Stadt Memmingen                               | 29. April 1945  | -                 | Supply and Evacuation Airfield (Flughafen Memmingen)               |
| R-68       | Straubing               | Stadt Straubing                               | 30. April 1945  | -                 | Fliegerhorst Straubing                                             |
| R-69       | Landau                  | Stadt Landau                                  | 01. Mai 1945    | -                 | Flugplatz Landau-Ebenberg                                          |
| R-70       | Kaufbeuren              | Stadt Kaufbeuren                              | 01. Mai 1945    | -                 | Fliegerhorst Kaufbeuren                                            |
| R-71       | Lechfeld                | Landkreis Augsburg                            |                 |                   | ALG nicht gebaut                                                   |
| R-72       | Fürstenfeldbruck        | Landkreis Fürstenfeldbruck                    | 02. Mai 1945    | -                 | Flugplatz Fürstenfeldbruck                                         |
| R-73       | Ergolding               | Landkreis Landshut                            | 03. Mai 1945    | 15. Juni 1945     |                                                                    |
| R-74       | Oberwiesenfeld          | Stadt München                                 | 02. Mai 1945    | -                 | Flugplatz Oberwiesenfeld                                           |
| R-75       | Oberschleißheim         | Landkreis München                             | 02. Mai 1945    | -                 | Flugplatz Schleißheim (Oberschleißheim Army Airfield)              |
| R-76       | Pocking                 | Landkreis Passau                              | 03. Mai 1945    | -                 |                                                                    |
| R-77       | Gablingen               | Landkreis Augsburg                            | 02. Mai 1945    | -                 | Flugplatz Gersthofen-Gablingen (Gablingen Kaserne)                 |
| R-78       | Landsberg               | Landkreis Landsberg am Lech                   | 07. Mai 1945    | -                 | Saarburgkaserne                                                    |
| R-79       | Schongau                | Landkreis Weilheim-Schongau                   | 03. Mai 1945    | 08. August 1945   | Luftlande-/Lufttransportschule                                     |
| R-81       | Oberpfaffenhofen        | Landkreis Starnberg                           | 05. Mai 1945    | -                 | Flugplatz Oberpfaffenhofen (Oberpfaffenhofen Air Force Depot)      |
| R-82       | München-Riem            | Stadt München                                 | 06. Mai 1945    | -                 | Flughafen München-Riem (Munich Air Base)                           |
| R-83       | Mühldorf                | Landkreis Mühldorf am Inn                     | 04. Mai 1945    | 15. Juni 1945     |                                                                    |
| R-84       | Augsburg                | Stadt Augsburg                                | 03. Mai 1945    | -                 | Flugplatz Augsburg-Haunstetten                                     |
| R-85       | Neubiberg               | Stadt München                                 | 03. Mai 1945    | 22. Juni 1945     | Fliegerhorst Neubiberg                                             |
| R-86       | Bad Aibling             | Landkreis Rosenheim                           | 04. Mai 1945    | -                 | Supply and Evacuation Airfield (Bad Aibling Station)               |
| R-87       | Hörsching               | Oberösterreich (Österreich)                   | 06. Mai 1945    | -                 | Fliegerhorst Vogler                                                |
| R-88       | Innsbruck               | Tirol (Österreich)                            | 05. Mai 1945    | 12. Juli 1945     | Flughafen Innsbruck-Reichenau                                      |
| R-89       | Pilsen                  | Tschechoslowakei                              | 08. Mai 1945    | 05. Juli 1945     | Flughafen Plzeň-Líně                                               |
| R-90       | Wels                    | Oberösterreich (Österreich)                   | 08. Mai 1945    | 05. Juli 1945     | Flugplatz Wels                                                     |
| R-91       | Erding                  | Landkreis Erding                              | 15. August 1945 | -                 | Fliegerhorst Erding (Erding Air Depot)                             |
| R-92       | Wien-Tulln              | Niederösterreich (Österreich)                 | 12. August 1945 | -                 | Fliegerhorst Brumowski                                             |
| R-93       | Holzkirchen-Marschall   | Landkreis Miesbach                            | 05. Juni 1945   | -                 |                                                                    |
| R-94       | Nellingen               | Landkreis Esslingen                           | 07. August 1945 | -                 | Military Storage Airfield                                          |
| R-95       | Berlin-Tempelhof        | Occupied Berlin                               | 10. Juli 1945   | -                 | Flughafen Berlin-Tempelhof (Tempelhof Air Base)                    |
| R-96       | Erlangen                | Stadt Erlangen                                | 14. August 1945 | -                 |                                                                    |
| R-97       | Regensburg-Obertraubing | Stadt Regensburg                              |                 |                   | ALG nicht gebaut                                                   |
| R-98       | Bad Kissingen           | Landkreis Bad Kissingen                       | 27. August 1945 | -                 | Flugplatz Bad Kissingen                                            |